# Evangelische Kirche Rodenbach (Altenstadt)

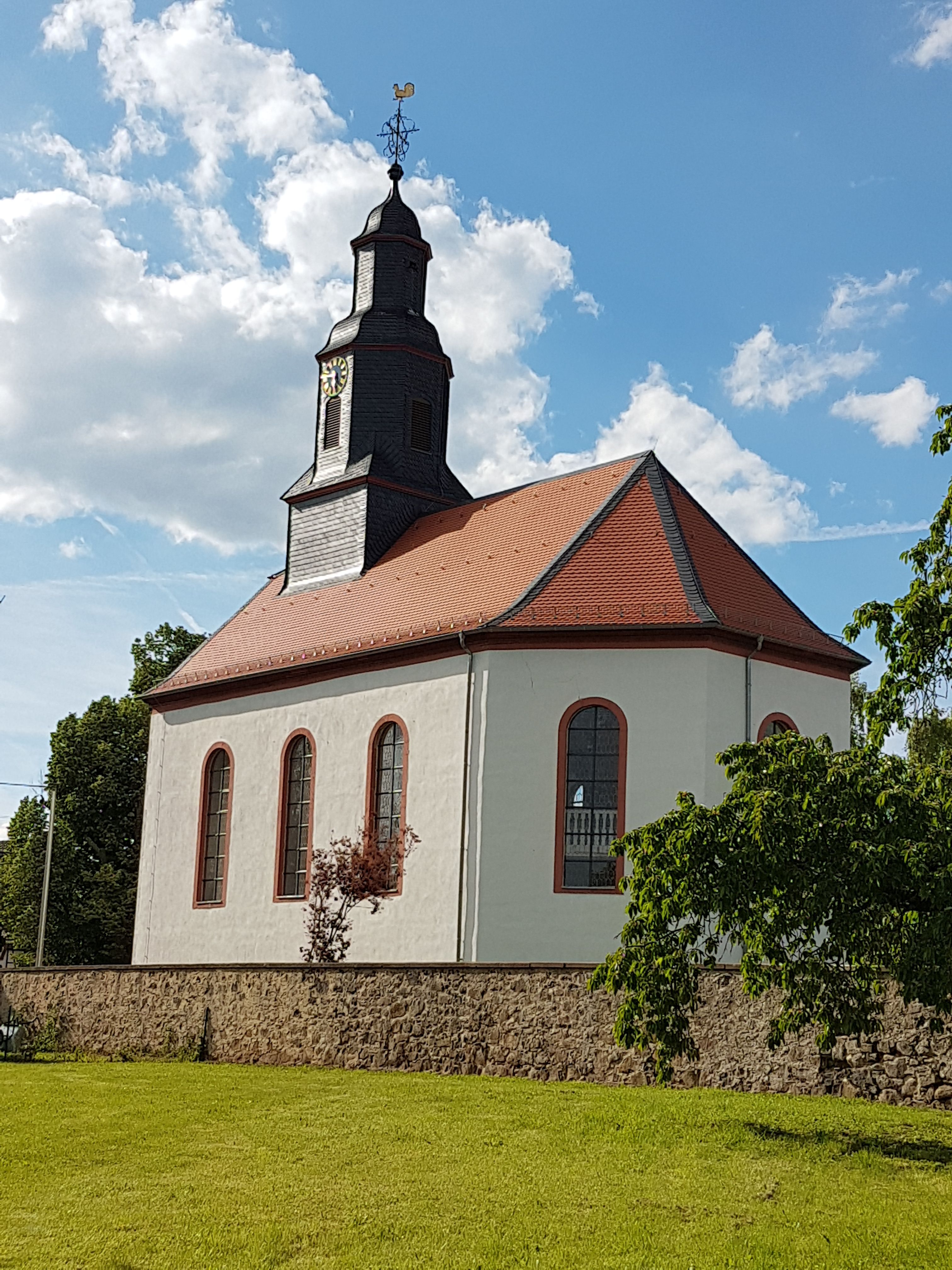
Evangelische Kirche Rodenbach (Altenstadt)

Die Evangelische Kirche Rodenbach ist ein denkmalgeschütztes Kirchengebäude, das in Rodenbach steht, einem Stadtteil von Altenstadt im Wetteraukreis in Hessen. Die Kirchengemeinde gehört zum Dekanat Büdinger Land in der Propstei Oberhessen der Evangelischen Kirche in Hessen und Nassau.

## Beschreibung
Die Saalkirche mit dreiseitigem Abschluss des Chors wurde 1752–53 erbaut. Aus dem Satteldach des Kirchenschiffs erhebt sich im Westen ein quadratischer Dachreiter, auf dem ein achtseitiger, mit einer geschwungenen Haube mit Laterne bedeckter Aufsatz sitzt, der die Turmuhr und den Glockenstuhl beherbergt. 
Die Emporen befinden sich im Westen, Norden und Osten. Die Kirchenausstattung stammt aus der Bauzeit. In den Altar ist ein Sepulcrum aus dem 13. Jahrhundert eingelassen. Die Orgel steht auf der Empore im Osten. Sie hat acht Register und ein Manual und wurde 1621 von Georg Wagner für die Stadtkirche Nidda gebaut. Sie kam erst 1781 nach Rodenbach. 1970 wurde sie von der Rudolf von Beckerath Orgelbau restauriert.